# Willem Hendrik Keesom
Willem Hendrik Keesom (21. června 1876 Texel – 3. března 1956 Leiden) byl nizozemský fyzik. V roce 1924 se stal členem Nizozemské královské akademie umění a věd.  V roce 2001 po něm byla pojmenována planetka 9686 Keesom.
Na svém kontě má několik významných objevů. Začínal jako student Heike Kamerlingh Onnese, který za svůj objev supravodivosti obdržel v roce 1913 Nobelovu cenu za fyziku. V roce 1926 vynalezl metodu zmrazení kapalného hélia. V roce 1921 vyvinul první matematický popis interakcí dipól-dipól, které jsou po něm pojmenovány Keesomovy interakce. V roce 1930 objevil bod lambda přechodového maxima specifického tepla mezi heliem-I a heliem-II.

## Život

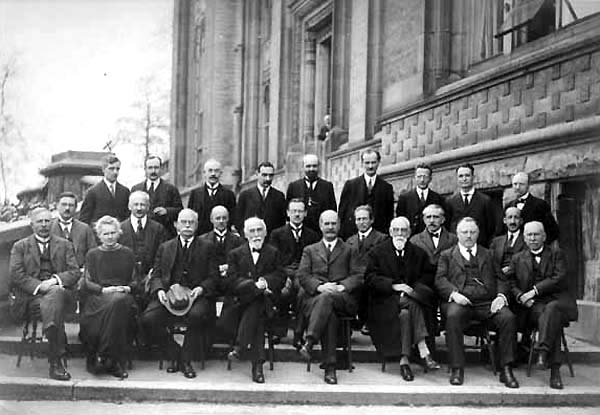
Solvayova konference v Bruselu v roce 1924. Willem Hendrik Keesom v první řadě druhý zprava.

Keesom se narodil jako syn farmáře. Jeho nadání ho přivedlo až na studia na univerzitě v Amsterdamu. V roce 1904 získal doktorát v Leidenu pod vedením Heike Kamerlingh Onnese. Byl jeho asistentem a podílel se na jeho práci na zkapalňování helia. V letech 1917 až 1923 vyučoval na veterinární škole v Utrechtu a v roce 1923 se stal profesorem experimentální fyziky v Leidenu, kde v jeho laboratoři nahradil Onnese.
V roce 1904 se oženil s Annou Marií Aleidou Moormanovou a měli spolu dva syny a dceru. Dcera Anna Petronella a syn Piet Keesom se také stali fyziky. Dcera pod jeho vedením získala doktorát a syn se stal profesorem na Purdue University a věnoval se také fyzice látek při nízkých teplotách. Nejstarší syn Hendrik Willem vstoupil do armády.

## Objevy
Jeho hlavním oborem práce byla fyzika nízkých teplot. V roce 1926 vynalezl metodu tuhnutí helia tlakem. V roce 1930 objevil bod lambda přechodového maxima specifického tepla mezi heliem-I a heliem-II (fázový přechod k supratekutosti helia). V roce 1932 změřil s Klausem Clusiem anomálii průběhu tepelné kapacity při tomto fázovém přechodu.
V roce 1921 vyvinul matematickou teorii interakce dipól–dipól (Keesomovy interakce).